# Camille Laus
Camille Laus, född 23 maj 1993, är en friidrottare från Belgien. Hon deltog vid olympiska sommarspelen 2020.